# Eremobates tuberculatus
Eremobates tuberculatus är en spindeldjursart som först beskrevs av Kraepelin 1899.  Eremobates tuberculatus ingår i släktet Eremobates och familjen Eremobatidae. Inga underarter finns listade i Catalogue of Life.